# George W. Bellamy
George W. Bellamy (* Dezember 1867 in Missouri; † 1920) war ein US-amerikanischer Politiker. Zwischen 1907 und 1911 war er Vizegouverneur des Bundesstaates Oklahoma.

## Werdegang
George Bellamy wurde 1867 in Missouri als Sohn von William Henry und Mary Jane Bellamy geboren. Später zog er in das Gebiet des zukünftigen Staates Oklahoma, wo er 1894 in Stillwater Lou Blanche Jones heiratete, mit der er eine Tochter haben sollte. Seine Frau verstarb bereits im Jahr 1900. Er arbeitete als Pharmazeut und wurde zwischenzeitlich Sekretär der Oklahoma Pharmacists Association.
Politisch schloss sich Bellamy der  Demokratischen Partei an. In den Jahren 1904 und 1912 nahm er als Delegierter an den Democratic National Conventions teil. 1907 wurde er an der Seite von Charles N. Haskell zum ersten Vizegouverneur des neuen Staates Oklahoma gewählt. Dieses Amt bekleidete er zwischen 1907 und 1911. Dabei war er Stellvertreter des Gouverneurs und Vorsitzender des Staatssenats.  Er starb im Jahr 1920. Das genaue Sterbedatum und sein Sterbeort sind nicht überliefert.